# Café Guerbois
Café Guerbois var en cafe på Avenue de Clichy i Paris som var stedet for diskussioner og planlægning blandt kunstnere, fortfattere og kunstelskere (bohemerne i modsætning til bourgeoisiet) i slutningen af 1800-tallet.
Gruppen samledes på caféen, sædvanligt om søndagene og torsdagene, centreret om Édouard Manet.
Émile Zola, Frédéric Bazille, Louis Edmond Duranty, Henri Fantin-Latour, Emmanuel Chabrier Edgar Degas, Claude Monet, Pierre-Auguste Renoir og Alfred Sisley deltog regelmæssigt i diskussionerne. Nogle gange sluttede Paul Cézanne og Camille Pissarro sig også til dem. Gruppen kaldes undertiden The Batignolles Group, og mange af medlemmerne er forbundet med impressionismen.
Samtaler der var ofte højrøstede. En aften i februar 1870 blev tingene så overophedet, at Manet, fornærmet af en anmeldelse, som Duranty havde skrevet, sårede Duranty i en duel. Skaden var ikke dødelig, og de to forblev venner.

## Eksterne links
- Stykke om Émile Zola, som nævner caféen
- Batignolles Group- artikel i ArtLex Art Dictionary
- Omtale af caféen i Manet-biografi
- Kort stykke på caféen Arkiveret 29. maj 2020 hos  Wayback Machine
- Om duellen
- Manet som en regelmæssig frekventer af Café Guerbois